# São Vicente (Abrantes)
São Vicente is een plaats (freguesia) in de Portugese gemeente Abrantes en telt 10 698 inwoners (2001).